# Souhvězdí Panny
Panna (latinsky Virgo) je souhvězdí na nebeském rovníku, označuje se zkratkou vir a rozkládá se na 1290 stupních čtverečních.

## Popis souhvězdí
Souhvězdí Panny je po souhvězdí Hydry druhým největším souhvězdím oblohy. Nachází se západně od souhvězdí Lva a východně od souhvězdí Vah. Nejjasnější hvězdy mají představovat ležící postavu.
Nejjasnější hvězdou souhvězdí je Spica se zdánlivou jasností 0,97m. Spica se dá najít prodloužením oje Velkého vozu přes jasného Arctura v souhvězdí Pastýře.
Přes souhvězdí Panny prochází ekliptika, tudíž tudy putuje Slunce, Měsíc a planety. Panna je proto také souhvězdím zvířetníku. Vlivem precese zemské osy se od dob antiky změnila doba průchodu Slunce souhvězdím. V dnešní době prochází Slunce souhvězdím Panny v době od 10. září do 30. října.
V souhvězdí Panny se nachází kupa galaxií v Panně, která obsahuje přibližně 2 000 galaxií. Jasnější z nich lze pozorovat již menším dalekohledem.

## Historie
Poprvé je o souhvězdí Panny zmínka v Mezopotámii. Bylo známé pod jménem MULAB.SIN respektive šir’u (brázda) nebo pod jménem dšala dšala šubultu (obilný klas). V Mezopotámii symbolizovalo počátek žní. Velikostí přibližně odpovídalo dnešnímu souhvězdí Panny, přesněji té části, která se nachází jižně od ekliptiky. Kolem roku 2700 před naším letopočtem vycházelo souhvězdí Panny zároveň se Sluncem uprostřed srpna, později v roce 1900 před naším letopočtem koncem srpna. Východ souhvězdí Panny zároveň se Sluncem se ukazoval rolníkům počátkem žní. Přesněji se jednalo o východ Spiky zároveň se Sluncem, protože Spika je nejjasnější hvězda souhvězdí. Spica znamená v latině klas. Souhvězdí bylo pojmenováno po Spice. U Řeků v antice má souhvězdí Panny více interpretací, může představovat Athénu, Héru, Persefónu, Kallistó, Diké, Astraeu nebo Erigonu.

## Mytologie
Koho přesně má Panna reprezentovat, není možné říct s jistotou; v historii byla ztotožňována s téměř každou významnější bohyní, včetně Inanny, Eset, Kybelé, Athény, ale například i s Ježíšovou matkou Marií. Panna může společně s Velkou a Malou medvědicí hrát roli v mýtu o krásné dívce Kallistó. Buď je to Kallistó sama, může to však být i bohyně Héra. Často je zmiňována i Persefona (v některých mýtech považována za jednu z podob bohyně plodnosti země a rolnictví Demeter).
Panna je viditelná především v jarních měsících – říká se, že právě tehdy Persefona vystoupila z podsvětí.
Podle další interpretace zobrazuje souhvězdí Astraeu, nedotčenou dceru boha Dia a bohyně Themis. Astraea byla známá jako bohyně spravedlnosti a v tomto souhvězdí byla rozpoznána díky tomu, že se v její blízkosti vyskytují Váhy – váhy spravedlnosti. Astraea kdysi údajně s nesmírnou moudrostí vládla světu, ovšem jen do doby, kdy se lidstvo zatvrdilo natolik, že se jeho vládkyně s nechutí vrátila na oblohu.

## Astrologie
Podle západní astrologie je Slunce ve znamení Panny od 23. srpna do 22. září. Řada astrologů a historiků také věří, že Panna má jistou souvislost s katolickou církví a průběhem křížových výprav.

## Objekty v souhvězdí

### Hvězdy
| B  | F   | Jméno nebo jiné označení                                                                 | m    | ly  | Spektrální třída   |
| -- | --- | ---------------------------------------------------------------------------------------- | ---- | --- | ------------------ |
| α  | 67  | Spica, Azimech, Alarph                                                                   | 0,98 | 262 | B1 III/IV + B2 V   |
| ε  | 47  | Vindemiatrix, Vindemiator, Almuredin, Alaraph, Provindemiator, Protrigetrix, Protrygetor | 2,85 | 102 | G8 IIIvar          |
| ζ  | 79  | Heze                                                                                     | 3,38 | 73  | A3 V               |
| δ  |     | Minelava, Minelauva, Auva, Al Awwa                                                       | 3,39 | 202 | M3 III             |
| β  |     | Zavijah, Alaraph, Minelauva                                                              | 3,59 | 36  | F8 V               |
| γA | 29  | Porrima, Arich                                                                           | 3,65 | 39  | F0 V               |
| γB |     | Porrima, Arich                                                                           | 3,68 | 39  | F0 V               |
|    | 109 |                                                                                          | 3,73 | 129 | A0 V               |
| μ  | 107 | Rijl al Awwa                                                                             | 3,87 | 61  | F2 III             |
| η  | 15  | Zaniah                                                                                   | 3,89 | 250 | A2 IV              |
| ν  | 3   |                                                                                          | 4,04 | 313 | M0 III             |
| ι  | 99  | Syrma                                                                                    | 4,08 | 70  | F7 V               |
| ο  | 9   |                                                                                          | 4,12 | 171 | G8 IIIa CN-1Ba1CH1 |
| κ  | 98  |                                                                                          | 4,18 | 224 | K2.5 III Fe-0.5    |
| τ  | 93  |                                                                                          | 4,23 | 218 | A3 V               |
| θ  | 51  |                                                                                          | 4,38 | 415 | A1 IV + Am         |
|    | 110 |                                                                                          | 4,39 | 183 | K0.5 IIIb Fe-0.5   |
| λ  | 100 | Khambalia                                                                                | 4,52 | 187 | A2m                |
| π  | 8   |                                                                                          | 4,65 | 360 | A5 V               |
| χ  | 26  |                                                                                          | 4,66 | 320 | A4 V               |
|    | 74  |                                                                                          | 4,68 | 430 | M2 III             |
|    | 61  |                                                                                          | 4,74 | 28  | G6 V               |
|    | 69  |                                                                                          | 4,76 | 258 | K0 III-IV CN2Fe0.5 |
| ψ  | 40  |                                                                                          | 4,77 | 420 | M3 IIICa-1         |
| σ  | 60  |                                                                                          | 4,78 | 540 | M1 III             |
| φ  | 105 |                                                                                          | 4,81 | 135 | G2 IV              |
| χ  | 2   |                                                                                          | 4,84 | 120 | K2 III-IIIb CN1    |
| ρ  | 30  |                                                                                          | 4,88 | 120 | A0 V               |
|    | 78  |                                                                                          | 4,92 | 183 | A1p SrCrEu         |
|    |     | ET                                                                                       | 4,93 | 540 | M2 IIIa            |
|    | 89  |                                                                                          | 4,96 | 242 | K0.5 III-IIIb      |
| c  | 16  |                                                                                          | 4,97 | 285 | K0 IIIb Fe-1       |
|    | 70  |                                                                                          | 4,97 | 59  | G4 V               |
|    |     | CU                                                                                       | 4,99 | 262 | A0 VpSi            |
| m  | 82  |                                                                                          | 5,03 | 460 | M1.5 III           |
|    | 53  |                                                                                          | 5,04 | 106 | F5 III-IV          |
|    |     | HR 5392                                                                                  | 5,10 | 151 | A5 V               |
| υ  |     |                                                                                          | 5,14 | 274 | G9 III             |
|    | 49  |                                                                                          | 5,15 | 306 | K2 III             |
| p  | 90  |                                                                                          | 5,16 | 254 | K2 III             |
| e  | 59  |                                                                                          | 5,19 | 59  | G0 V               |
|    | 32  |                                                                                          | 5,22 | 244 | F0 IIIm            |
| h  | 76  |                                                                                          | 5,21 | 264 | K0 III             |
|    | 57  |                                                                                          | 5,21 | 127 | K1 III-IV          |
| ω  | 1   |                                                                                          | 5,24 | 480 | M4 III             |
|    | 68  |                                                                                          | 5,27 | 500 | M0 III             |
| A1 | 4   |                                                                                          | 5,31 | 192 | A1                 |
|    | 55  |                                                                                          | 5,31 | 126 | G6 V               |
|    |     | HR 5013                                                                                  | 5,33 | 300 | K3 III             |
|    | 84  |                                                                                          | 5,35 | 217 | K2 III             |
| b  | 7   |                                                                                          | 5,36 | 276 | A1 V               |
|    | 63  |                                                                                          | 5,36 | 320 | K III              |
|    | 87  |                                                                                          | 5,41 | 640 | M2 IIIab           |
|    | 106 |                                                                                          | 5,42 | 480 | K5 III             |
|    | 95  |                                                                                          | 5,46 | 179 | F2 IV              |
| q  | 21  |                                                                                          | 5,48 | 262 | A0 V               |
|    | 86  |                                                                                          | 5,50 | 380 | G8 III             |

Spica je 272 světelných let vzdálený vícenásobný systém. Hlavní hvězda má 2 300krát větší jasnost než Slunce. Hvězda mění svoji jasnost v periodě 0,174 dní. Ve vzdálenosti 0,12 astronomických jednotek obíhá hlavní hvězdu průvodce jednou za čtyři dny. Kvůli malé úhlové vzdálenosti není dalekohledy pozorovatelná. Při každém oběhu slabší hvězda se promítne na jasnější, tím poklesne jasnost hvězdy, jedná se tudíž o zákrytovou proměnnou. Spiku ještě obíhají minimálně dva další průvodci, kteří také nejsou pozorovatelní dalekohledem.
Druhá nejjasnější hvězda souhvězdí je 102 světelných let vzdálená, žlutě zářící ε Virginis. Její jméno, Vindemiatrix, znamená sběračka hroznů, vinohradnice.

### Dvojhvězdy
| Systém  | m           | Úhlová vzdálenost |
| ------- | ----------- | ----------------- |
| Porrima | 3,65 / 3,68 | 0,5”              |
| θ       | 4,4 / 8,6   | 7,2”              |
| φ       | 5,0 / 9,2   | 4,7”              |

Porrima (γ Virginis) je 39 světelných let vzdálená dvojhvězda. Obě složky jsou přibližně stejně velké a jasné hvězdy a oběhnou kolem společného těžiště jednou za 172 let. Během oběhu obou složek kolem společného těžiště se silně mění úhlová vzdálenost obou složek. V roce 1920 byla úhlová vzdálenost obou složek 6,2 vteřiny, v roce 2008 byla nejmenší, pouze 0,3 vteřiny. K rozlišení obou složek byl v roce 2008 zapotřebí dalekohled s objektivem o průměru 15 cm.

### Proměnné hvězdy
| Hvězda | m       | Perioda               | Typ                                     |
| ------ | ------- | --------------------- | --------------------------------------- |
| Spica  | 0,98    | 0,174 dní / 4,014 dní | pulsující proměnná / Zákrytová proměnná |
| R      | 7 až 11 | 145,5 dní             | typu Mira                               |

R Virginis je proměnná hvězda typu Miry. Svoji jasnost mění značně v periodě 145,5 dní.

### MessierovyaNGCobjekty
| Messier (M) | NGC   | m    | Typ               |
| ----------- | ----- | ---- | ----------------- |
| 49          |       | 8,4  | eliptická galaxie |
| 58          |       | 9,7  | spirální galaxie  |
| 59          |       | 9,6  | eliptická galaxie |
| 60          |       | 8,8  | eliptická galaxie |
| 61          |       | 9,7  | spirální galaxie  |
| 84          |       | 9,1  | eliptická galaxie |
| 86          |       | 8,9  | eliptická galaxie |
| 87          |       | 8,6  | eliptická galaxie |
| 89          |       | 9,8  | eliptická galaxie |
| 90          |       | 9,5  | spirální galaxie  |
| 104         |       | 8,0  | spirální galaxie  |
|             | 4216  | 10,0 |                   |
|             | 4388  | 11,0 |                   |
|             | 4429  | 10,0 |                   |
|             | 4526  | 9,7  |                   |
|             | 4654  | 10,5 |                   |
|             | 5634  | 11   | kulová hvězdokupa |
|             | 3C273 | 12,9 | kvasar            |

Kupa galaxií v Panně je vzdálená zhruba 60 miliónů světelných let. Přibližně 250 jejich členů může být pozorováno dalekohledem o průměru objektivu 15 cm. 11 galaxií začlenil francouzský astronom Charles Messier do svého katalogu.
M 49 byla první objevená galaxie kupy galaxií v Panně. Messier ji objevil v roce 1771. M 49 je nejjasnější galaxie kupy. Lze ji objevit jako mlhavý obláček již v triedru. Jedná se eliptickou galaxii, vzniklou sloučením více galaxií. Eliptické galaxie obsahují poměrně málo mezihvězdné hmoty.
Spirální galaxie M 61 patří také ke kupě galaxií v Panně. Ve větším dalekohledu lze pozorovat její spirální ramena.
Galaxie M 84, M 86, M 87 a M 88 ke středu kupy galaxií v Panně. Messier objevil všechny čtyři galaxie v noci 18. března 1781. M 84, M 86 a M 87 jsou eliptické galaxie, M 88 je spirální galaxie. M 84 má hmotu 800 miliard Sluncí. Je také silným zdrojem radiového záření. M 87 je také silný zdroj radiového záření, který je označován jako Virgo A. Fotografie s dlouhou expozicí ukazují jet, který vychází ze středu galaxie.
50 miliónů světelných let vzdálená galaxie M 104 nepatří ke kupě galaxií v Panně. Galaxii pozorujeme z boku. Větším dalekohledem jsou pozorovatelná mračna prachu a plynu. Galaxie má tvar klobouku, proto se nazývá také galaxie Sombrero.
Kvasar 3C273 je jádro aktivní galaxie, která se nachází ve vzdálenosti 2,5 miliardy světelných let jedná se o první objevený kvasar. Lze je již rozeznat dalekohledem o průměru objektivu 10 cm jako hvězdičku.